# Jeleni Żleb (Dolina Strążyska)

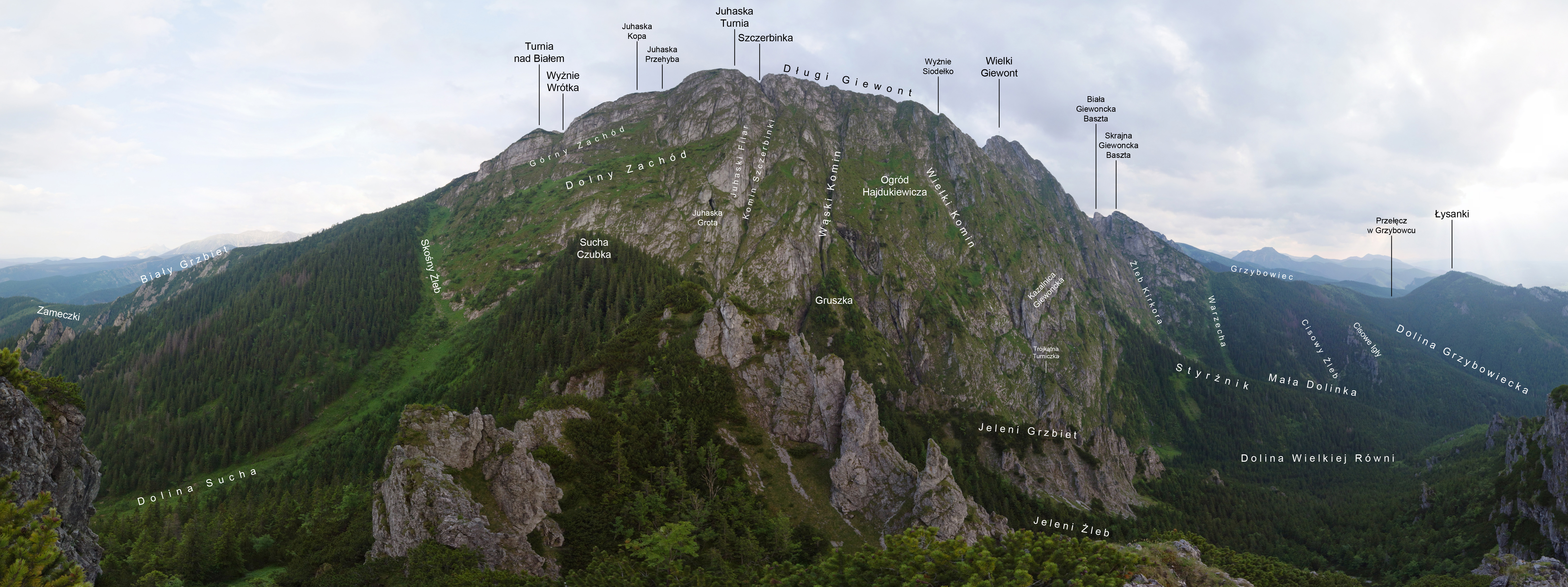

Jeleni Żleb – żleb w zachodnich stokach grzbietu oddzielającego Dolinę Białego od Doliny Strążyskiej w Tatrach Zachodnich. Główny ciąg żlebu opada spod Niżniej Suchej Przełęczy na Wielką Rówień w południowo-wschodniej części Doliny Strążyskiej, zwanej Doliną Wielkiej Równi. Południowe obramowanie żlebu tworzy Jeleni Grzbiet, północne Koński Grzbiet. W górnej części krótki i skalisty grzbiecik odchodzący od Klasztorów dzieli żleb na dwie części. Jeleni Żleb jest szeroki, płytko wcięty i łatwy do przejścia, gdyż nie rosną w nim uciążliwe gąszcze, jak w otaczających go grzbietach. Jego zbocza są lesiste, a w górnych partiach skaliste. Z Końskiego Grzbietu opadają do nich ścianki o wysokości do kilkudziesięciu metrów.

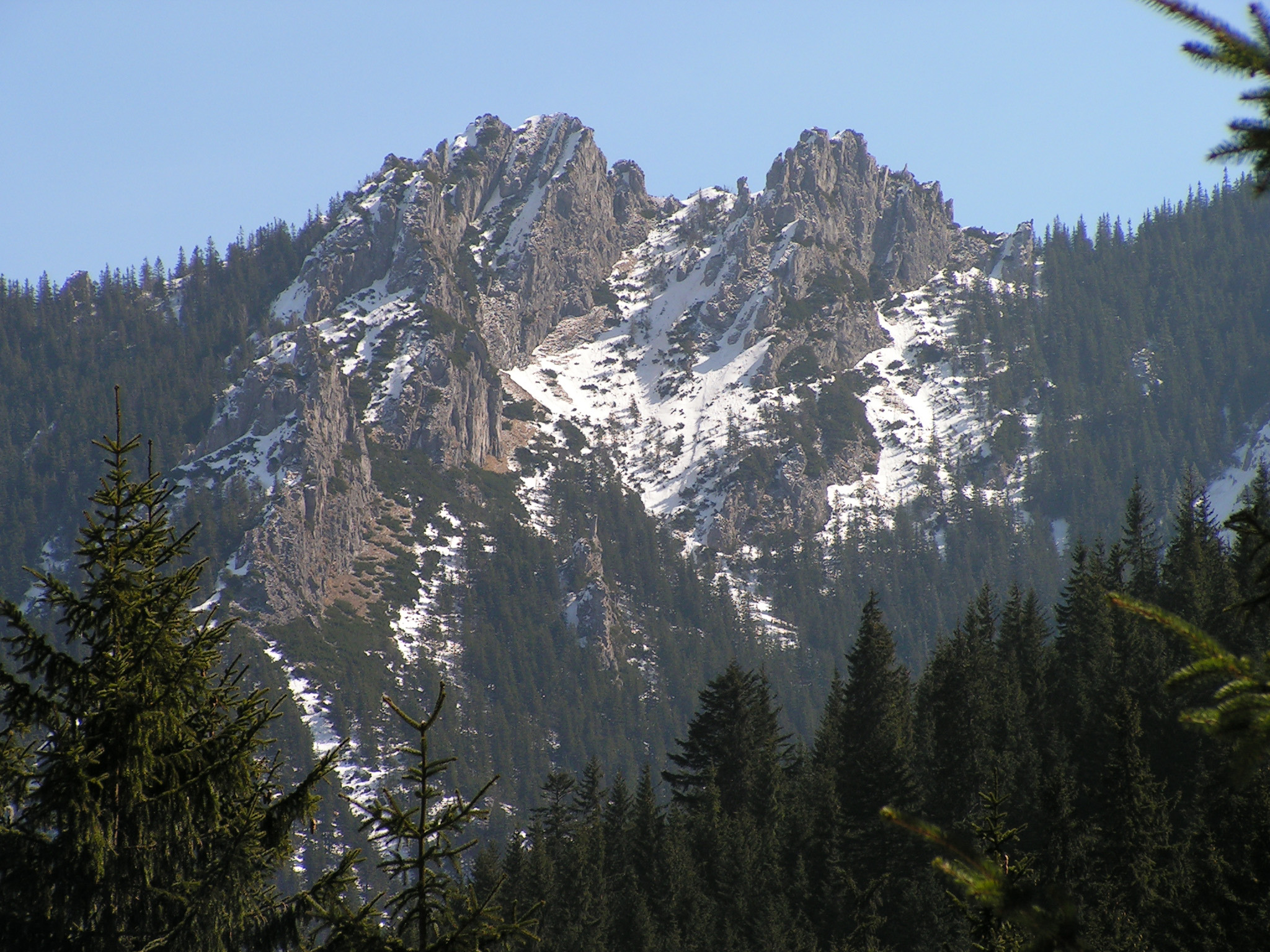
Suchy Wierch, Klasztory i górna część Jeleniego Żlebu

W okolicy jest dużo zwierzyny płowej, stąd też prawdopodobnie pochodzą nazwy występujących w pobliżu żlebów i grzbietów: Jeleni Grzbiet, Jeleni Żleb, Sarni Grzbiet, Sarnia Skała i Sarni Żleb. To w tych okolicach zaobserwowano (po śladach żerowania) rzadki przypadek, gdy niedźwiedziowi udało się upolować jelenia, którego zagonił między skały.